# Meilichius aeneoniger
Meilichius aeneoniger is een keversoort uit de familie zwamkevers (Endomychidae). De wetenschappelijke naam van de soort werd in 1946 gepubliceerd door Strohecker.